# Anpō
Anpō (安法?) fue un monje budista y poeta japonés que vivió a mediados de la era Heian, específicamente durante la segunda mitad del siglo X. Su nombre antes de su conversión fue Minamoto no Shitagō (源趁?) (no hay que confundir con el también poeta Minamoto no Shitagō (源順?) quien vivió en el mismo período y considerado uno de los treinta y seis inmortales de la poesía). Su padre fue Minamoto no Hajime y su madre fue la hija de Ōnakatomi no Yasunori. Fue bisnieto de Minamoto no Tōru. Es considerado como uno de los treinta y seis poetas incluidos en la lista antológica Chūko Sanjūrokkasen.
Se convirtió en monje budista luego de que la fortuna familiar se desperdició gracias a su padre y decidió vivir en la residencia de Wakara no In. Fue nombrado Bettō del templo Tennō-ji hacia 989.
Como poeta waka, participó en un concurso en 962. Tuvo relaciones artísticas con los poetas Minamoto no Shitagō, Kiyohara no Motosuke, Taira no Kanemori y el monje Egyō. Hizo una colección personal de poemas en el Anpō Hōshi-shū (安法法師集?). Doce poemas fueron incluidos en las diversas antologías imperiales, a partir del Shūi Wakashū.